# Grive litorne
Turdus pilaris
Espèce
Statut de conservation UICN

 LC  : Préoccupation mineure
La Grive litorne (Turdus pilaris) est une espèce de passereaux appartenant à la famille des Turdidae.

## Description
Grande grive à la tête et au croupion gris, elle mesure environ 26 cm de longueur pour un poids aux alentours de 110 g.
La femelle est plus grise et plus brunâtre que le mâle, elle a les plumes et la queue teintées de brun. Les jeunes ont du brun sur la tête et sur le croupion.
Les adultes ont un bec jaune.
La Grive litorne peut atteindre 18 ans.

## Comportement

### Régime alimentaire

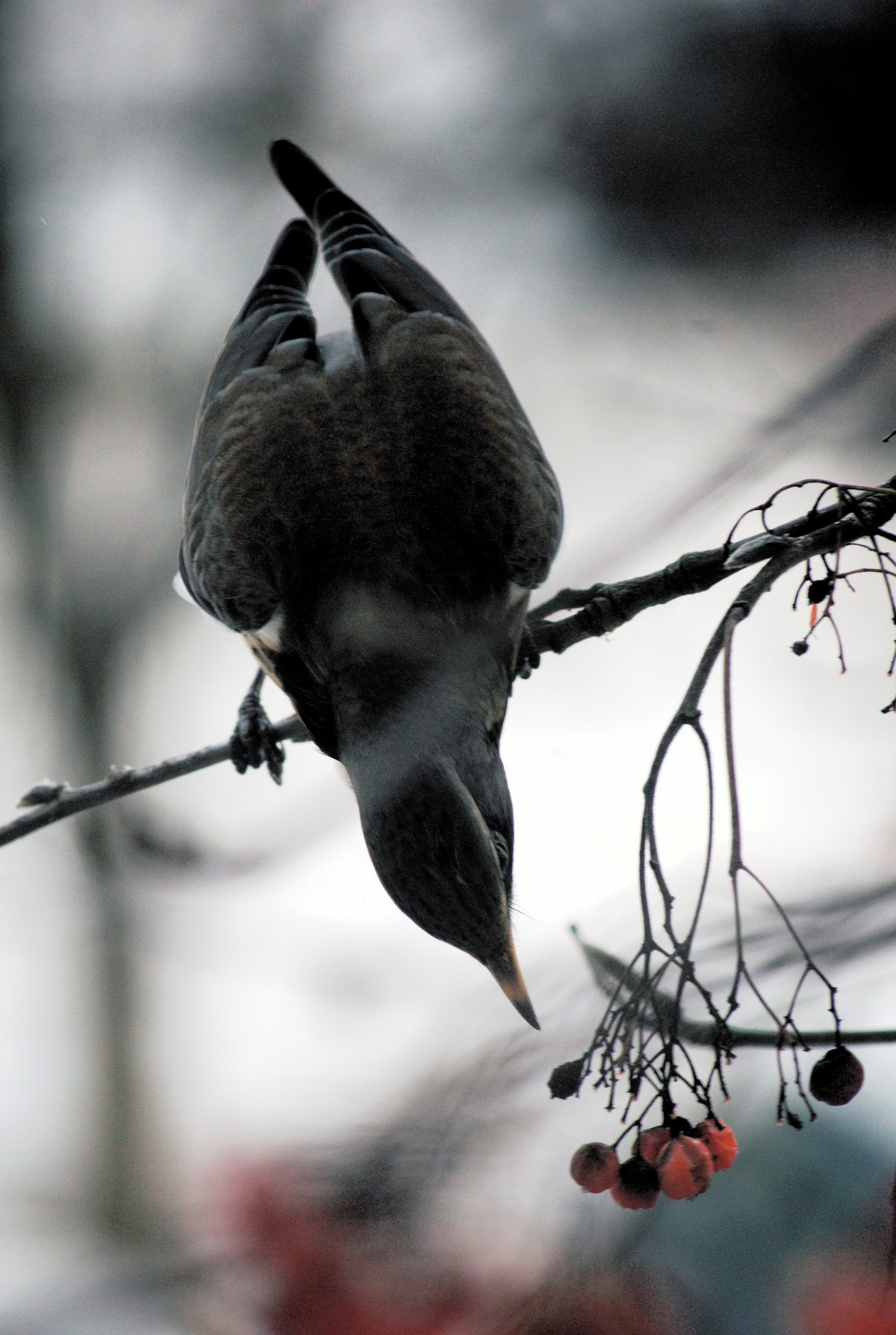
Grive litorne devant la fenêtre.

La litorne est omnivore. Son régime se compose d'escargots et limaces, vers de terre, araignées et insectes : scarabées et leurs larves, mouches et sauterelles…
Lorsque les baies mûrissent à l'automne, elles sont prises d'assaut. Aubépine, houx, sorbier des oiseleurs, if, genévrier, baies d'églantier, Cotoneaster, Pyracantha et Berberis sont tous appréciés. Plus tard en hiver, des pommes tombées sont mangées, des navets de Suède attaqués dans le champ et des céréales et des graines sauvages picorées.
Lorsqu'elles sont épuisées ou par temps particulièrement rude, les grives peuvent migrer vers les marais ou même l'estran où des mollusques peuvent être trouvés.

### Voix
Cri sonore, gloussant, plus ou moins sec : "tchac-tchac-tchac" caractéristique, d'où le surnom "tchaktchak" en Wallonie dialectale, "tcha-tcha" en Picardie ou encore "tchia-tchia" en Limousin. Chant :gazouillis faible, souvent au vol.

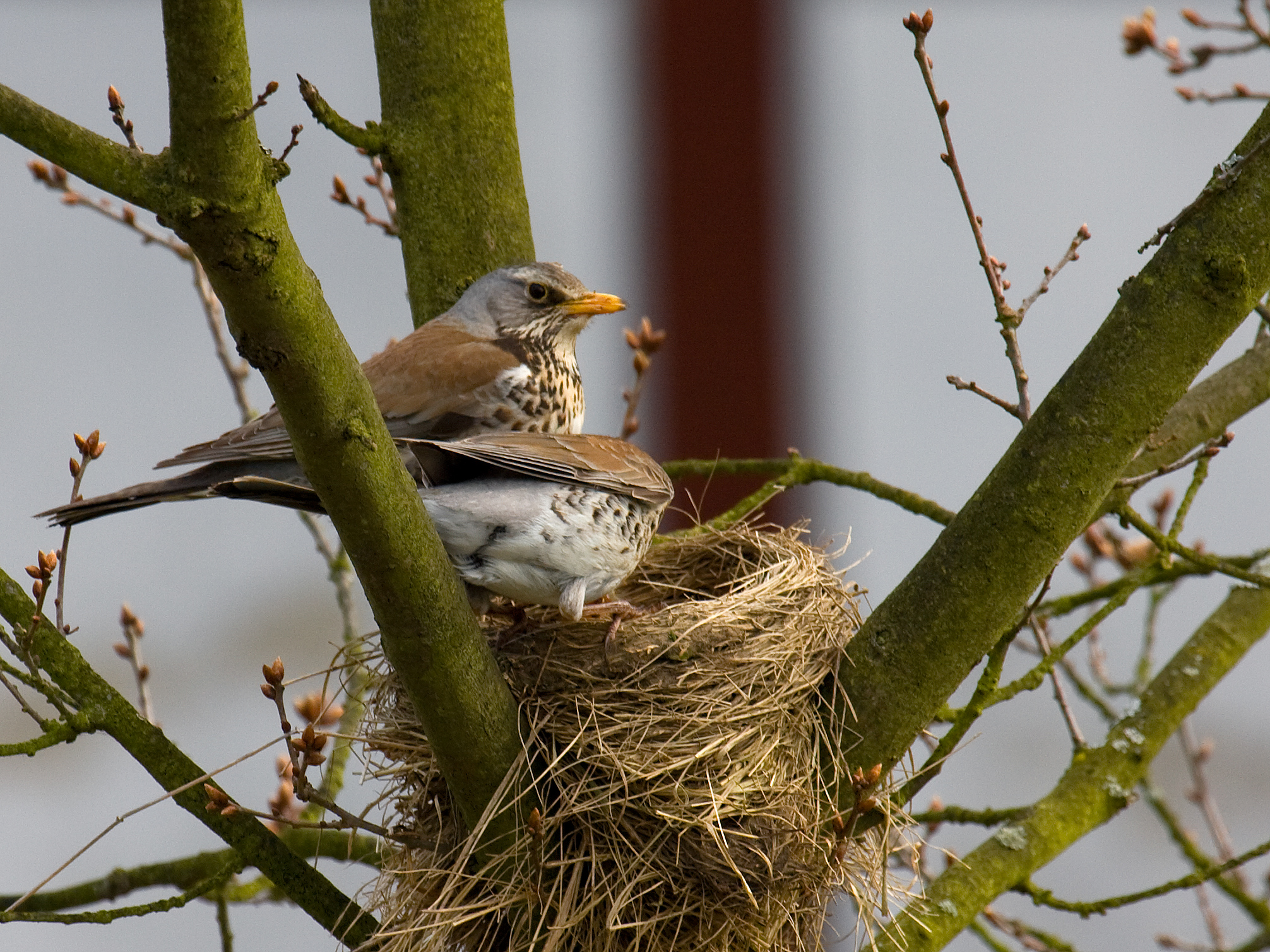
Couple de grives litornes au nid.

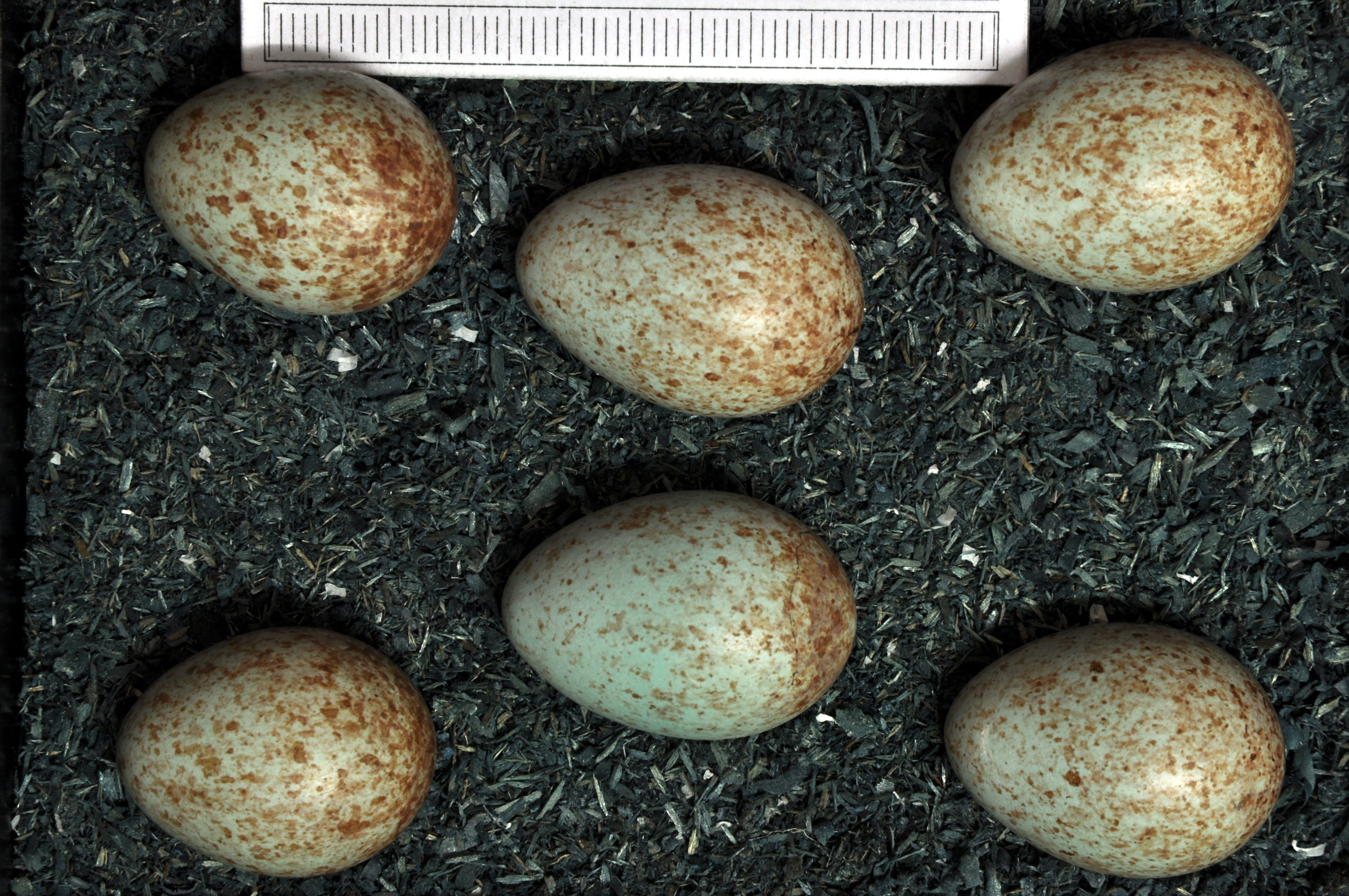
Œufs de grive litorne, Musée de Wiesbaden, Allemagne.

### Nidification
La Grive litorne regagne son aire de nidification vers la fin du mois de mars.

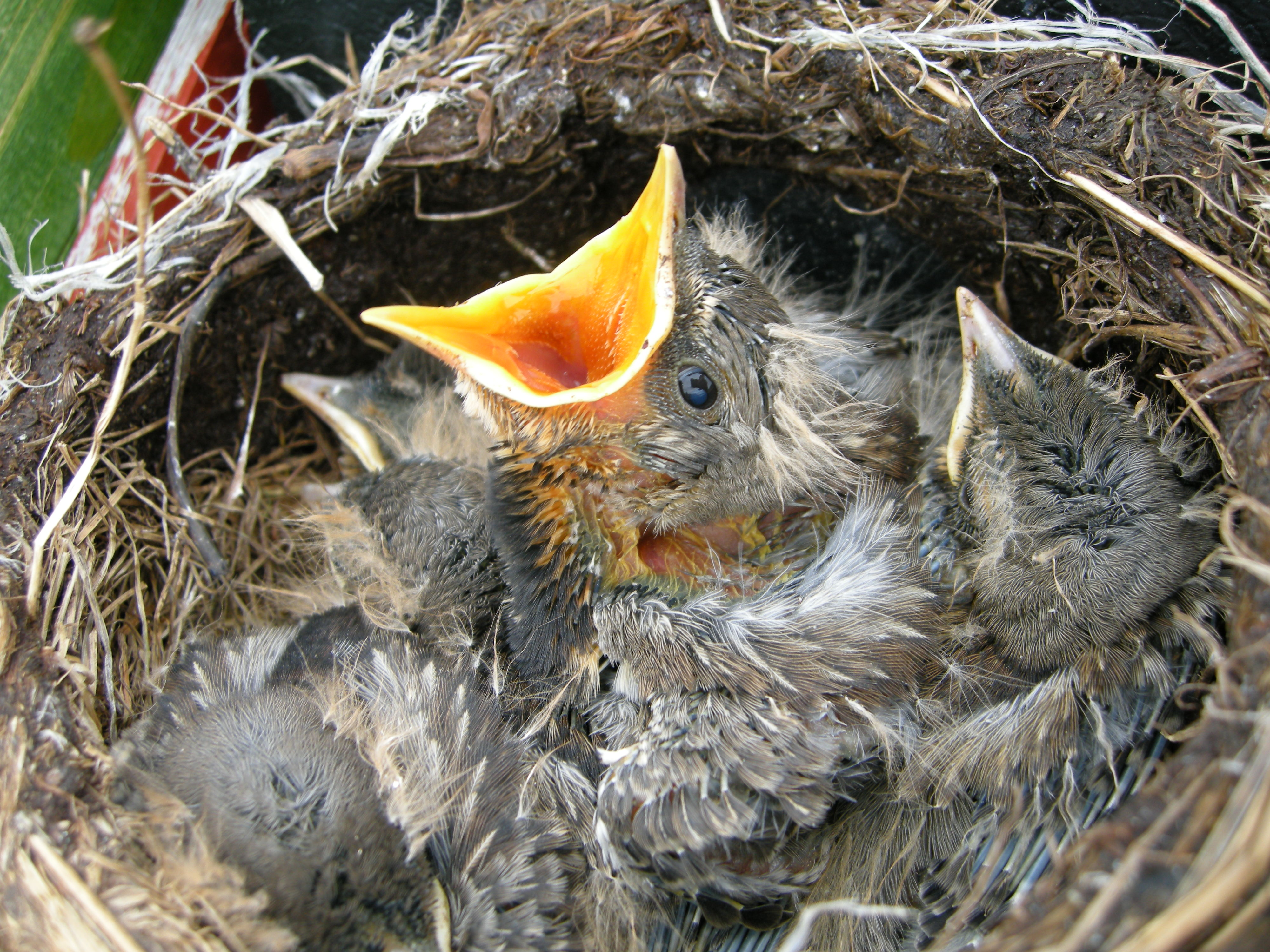
Nid et poussins.

La saison de reproduction commence en mai en Pologne, mais peut ne pas commencer avant début juillet plus au nord en Scandinavie. La femelle construit un nid en forme de coupe. L'emplacement est souvent dans une forêt mais peut être dans une haie, un jardin, parmi des rochers, dans un tas de rondins, dans une cabane ou sur le sol. Le diamètre du nid varie de 39 à 42 cm et le poids de 80 à 140 g.
Les litornes nichent généralement à proximité d'autres individus de la même espèce. Les adultes défendent le nid de manière agressive et la nidification grégaire peut offrir une protection contre les prédateurs.
Le nid est constitué d'herbes sèches, quelques brindilles et un peu de mousse, avec un enduit de boue et une doublure intérieure d'herbes fines.
Généralement, une couvée comporte cinq à six œufs, mais parfois trois, quatre, sept ou huit œufs sont pondus. Les œufs varient en taille de 28,8 × 20,9 mm à 33,5 × 23,4 mm et sont de couleur variable. Beaucoup sont bleu pâle mouchetés avec de fins points bruns et ressemblent à ceux du merle noir. D'autres sont d'un bleu vif, avec ou sans grandes taches rouge-brun.
L'incubation commence avant la ponte de tous les œufs et dure de treize à quatorze jours. La femelle couve pendant presque toute l'incubation.
Les poussins sont nidicoles et les deux parents leur apportent de la nourriture. Ils sont généralement prêts à quitter le nid après quatorze à seize jours ; il peut y avoir deux couvées pendant la saison, en particulier dans les parties sud de l'aire de reproduction.

## Répartition et habitat

Répartition de la grive litorne :
- orange : aire de nidification
- violet : présence permanente
- bleu pâle : aire d'hivernage.

Cette espèce de grive est migratrice, avec une distribution paléarctique. Elle est nicheuse en Europe du Nord et centrale, jusqu'en Sibérie et au Nord-Est de la Chine.
En hiver, on la retrouve en Europe occidentale et méridionale, jusqu'en Afrique du Nord. Les populations de l'Est de l'Europe migrent au Moyen-Orient, jusqu'au Nord-Est de l'Inde.
Elle affectionne les bois et les prés de moyenne montagne. Contrairement aux autres espèces de grives, elle migre de jour en petites bandes.

## Statut et conservation
La litorne est très répandue, sur une zone estimée à 10 millions de kilomètres carrés ; sa population est évaluée de quarante-deux à soixante-douze millions d'individus en Europe. On estime la présence de vingt millions d'individus en Russie et la population mondiale est estimée entre quarante quatre et quatre-vingt seize millions d'individus. La taille de la population semble stable et l'oiseau ne semble pas approcher les seuils des critères de déclin de la population de l'UICN Liste rouge des espèces menacées (c.-à-d. Déclin de plus de 30% en dix ans ou trois générations). Son statut est donc évalué comme étant de « préoccupation mineure ».
Au Royaume-Uni, à l'extrême limite de l'aire de reproduction, seule une poignée de couples se reproduisent. Elle est donc classée par la RSPB en Liste rouge à partir de janvier 2013.